# Pique Plume
Pique plume (nom original : Zicke Zacke Hühnerkacke) est un jeu de société créé par Klaus Zoch et illustré par Doris Matthäus.

## Description
Le jeu est une combinaison du Memory et d'un jeu de course.
Il est constitué de 24 tuiles en forme d'œuf et 12 tuiles de forme hexagonale, sur lesquelles sont dessinés un poulet, un lapin, un hérisson, une fleur, etc. Il y a 12 dessins différents, chacun d'entre eux étant représenté sur 2 tuiles en forme d'œuf, et sur une tuile hexagonale. Les hexagones sont placés au centre face cachée, entourés par les œufs. Chaque joueur dispose d'une poule avec une plume, placée sur l'un des œufs, régulièrement espacée des autres joueurs.
Le joueur actif déplace sa poule d'un œuf s'il parvient à retourner l'hexagone avec le même dessin que celui représenté sur l'œuf. La poule avance tant que le joueur ne commet pas d'erreur. Lorsqu'une poule en dépasse une autre, elle récupère les plumes que celle-ci. La partie se termine lorsqu'un joueur a récupéré toutes les plumes.

## Extensions
Une extension est sortie en 2000. Elle permet de jouer jusqu'à 6 et rajoute des crottes que les poules adverses doivent éviter.

## Récompenses
- Kinderspiel des Jahres en 1998[1]
- As d'Or du jeu d'enfant en 2002[2]